# Elecciones al Parlamento de Canarias
Las elecciones al Parlamento de Canarias son las elecciones autonómicas en las que los ciudadanos de Canarias eligen a los miembros del Parlamento de Canarias. Estas elecciones se celebran el cuarto domingo de mayo cada cuatro años. El Parlamento de Canarias está formado por sesenta parlamentarios. Las últimas elecciones al Parlamento de Canarias se celebraron en 2023.

## Convocatoria
Las elecciones autonómicas son convocadas por el presidente de Canarias. Se celebran el cuarto domingo de mayo de cada cuatro años, coincidiendo con las elecciones municipales y las elecciones autonómicas de la mayoría de comunidades autónomas de España. Desde la reforma del Estatuto de autonomía de 2018, el presidente de Canarias puede disolver de forma anticipada el Parlamento y convocar elecciones. No obstante, no puede disolver el Parlamento de forma anticipada durante el primer año de legislatura, ni durante la tramitación de una moción de censura. Nunca se han adelantado las elecciones al Parlamento de Canarias.

## Sistema electoral

Circunscripciones insulares

El Estatuto de Autonomía de Canarias de 2018 establece que los miembros del Parlamento de Canarias son elegidos mediante sufragio universal, directo, igual, libre y secreto. También establece que el Parlamento debe estar compuesto por un mínimo de cincuenta parlamentarios y un máximo de setenta y cinco. La disposición transitoria primera del estatuto establece su composición en setenta diputados. Los parlamentarios se eligen mediante escrutinio proporcional plurinominal con listas cerradas.
Desde la reforma del estatuto de 2018, en las elecciones de Canarias hay siete circunscripciones electorales insulares y también una circunscipción autonómica, que comprende todo el territorio de Canarias. Los escaños se distribuyen entre las circunscripciones insulares de la siguiente forma: 3 en El Hierro, 8 en Fuerteventura, 15 en Gran Canaria, 4 en La Gomera, 8 en Lanzarote, 8 en La Palma y 15 en Tenerife. La circunscripción autonómica recibe los 9 escaños restantes. Cada elector vota en su circunscripción insular y en la circunscripción autonómica. La asignación de escaños a las listas electorales se realiza mediante el sistema D'Hondt. Para las circunscripciones insulares la barrera electoral es del 15 % de los votos válidos de la circunscripción o, sumando los de todas las circunscripciones insulares hubieran obtenido, al menos, el 4 por ciento de los votos válidos emitidos en la totalidad de la comunidad autónoma. Para la circunscripción autonómica la barrera electoral es del 4 %.
Desde la reforma de la LOREG de 2007 en las elecciones autonómicas de todas las comunidades autónomas las candidaturas deben presentar listas electorales con una composición equilibrada de hombres y mujeres, de forma que cada sexo suponga al menos el 40% de la lista. Esta reforma fue recurrida por el Grupo Parlamentario Popular del Congreso de los Diputados ante el Tribunal Constitucional, que en 2008 concluyó que la reforma sí era constitucional.

## Resultados
|  | 61,94 % |

| 27 | 6 | 4 | 6 | 17 |

|  | 65,40 % |

| 13 | 11 | 6 | 5 | 4 | 21 |

|  | 61,60 % |

| 23 | 16 | 3 | 5 | 6 | 7 |

| 31 | 6 | 23 |

|  | 64,97 % |

| 21 | 18 | 5 | 16 |

|  | 60,80 % |

| 24 | 15 | 2 | 19 |

|  | 64,62 % |

| 23 | 17 | 3 | 17 |

|  | 61,20 % |

| 19 | 15 | 26 |

|  | 58,86 % |

| 21 | 15 | 3 | 21 |

|  | 56,09 % |

| 18 | 15 | 3 | 5 | 7 | 12 |

|  | 57,43 % |

| 25 | 5 | 4 | 3 | 2 | 11 | 20 |

|  | 57,20 % |

| 19 | 15 | 1 | 3 | 4 | 5 | 23 |

## Elecciones
- Elecciones al Parlamento de Canarias de 1983
- Elecciones al Parlamento de Canarias de 1987
- Elecciones al Parlamento de Canarias de 1991
- Elecciones al Parlamento de Canarias de 1995
- Elecciones al Parlamento de Canarias de 1999
- Elecciones al Parlamento de Canarias de 2003
- Elecciones al Parlamento de Canarias de 2007
- Elecciones al Parlamento de Canarias de 2011
- Elecciones al Parlamento de Canarias de 2015
- Elecciones al Parlamento de Canarias de 2019
- Elecciones al Parlamento de Canarias de 2023